# Roman I Lekapen
Roman I Lekapen, gr. Romanos Lakapēnos (ur. 870, zm. 15 czerwca 948) – cesarz bizantyński w latach 920–944, przez cały okres formalnie współcesarz z Konstantynem VII, później także z synami.

## Życiorys

### Droga do władzy
Pochodził z chłopskiej, armeńskiej rodziny. Był drungariosem – dowódcą floty cesarskiej w czasie wojen z Bułgarią cara Symeona I. W ich trakcie okazał się znacznie lepszym dowódcą niż stawiani na czele wojsk wysoko urodzeni arystokraci (jak np. Leon Fokas), dlatego wkrótce jego wpływy rosły, zwłaszcza, że matka małoletniego cesarza, cesarzowa Zoe nie potrafiła ani pokonać Bułgarów, ani zawrzeć z nimi trwałego pokoju. W 919 został regentem do czasu uzyskania dorosłości przez cesarza Konstantyna VII Porfirogeneta. Usunął cesarzową Zoe do klasztoru, a Leona Fokasa, który chciał podnieść bunt pojmał i kazał oślepić. W maju 919 roku wydał za młodego cesarza swoją córkę Helenę. 24 września 920 roku uzyskał od cesarskiego zięcia tytuł cezara i wkrótce (17 grudnia 920) został współcesarzem. Niedługo później został głównym cesarzem, i usunął na drugi plan swojego podopiecznego, choć nigdy formalnie nie pozbawił go tytułu. Młody cesarz zajął się pisarstwem i ta koegzystencja na dworze miała funkcjonować kolejne ćwierć wieku.

### Konflikt z Bułgarią
Roman przejął władzę w krytycznym dla Bizancjum momencie, gdy przewagę militarną na lądzie miał car Symeon, który kilkukrotnie oblegał Konstantynopol, choć pozbawione floty wojska bułgarskie nie mogły zdobyć potężnie ufortyfikowanej stolicy. Symeon uzyskał po wcześniejszych sukcesach uznanie swego carskiego tytułu i obietnicę wydania za Konstantyna swej córki, licząc przy tym, że w ten sposób przejmie władzę w Konstantynopolu i nad całym cesarstwem. Gdy plany te pokrzyżował Roman, który sam został teściem cesarza i zagarnął władzę, wojna była nieunikniona. W 923 roku Symeon zdobył Adrianopol i ponownie zagroził Konstantynopolowi. Usiłował przy tym wejść w sojusz z Arabami z Egiptu dysponującymi flotą. Plany te pokrzyżowała jednak dyplomacja bizantyńska. Cesarz podarkami i obietnicami trybutu odsunął zagrożenie powstania wrogiego sojuszu. W 924 odparł ataki Symeona na stolicę i we wrześniu spotkał się z nim osobiście. Uznał tytuł carski Symeona, ale nie chciał słyszeć o żadnych koncesjach terytorialnych. W kolejnych latach rywalizacja bułgarsko-bizantyjska przeniosła się na zachód, gdzie walczono o wpływy w księstwie serbskim i w Chorwacji. Symeon w końcu zdołał włączyć Serbię do swego państwa, ale w sprzymierzonej z Romanem Chorwacji poniósł porażkę i w 927 roku zmarł. Było to wybawienie dla Bizancjum – jego syn Piotr był bowiem skłonny do zawarcia pokoju za cenę uznania jego tytułu, niezależnego patriarchatu bułgarskiego oraz rękę wnuczki cesarza Romana, Marii Lekapeny.

### Reformy
Cesarz skodyfikował prawo, głównie prawo pierwokupu ziemi przez krewnych i sąsiadów zmarłego lub niewypłacalnego chłopa, co miało zapobiegać skupowaniu ziemi przez możnowładców. Roman był pierwszym cesarzem, który zauważył ten problem i starał się mu przeciwdziałać wydając kolejne nowele powtarzające zakaz skupu ziemi drobnych posiadaczy i nakazywał zwrot nieprawnie zagarniętych dóbr. Doprowadziło to do konfliktu z warstwą posiadaczy ziemskich i urzędników, którzy rywalizowali z państwem o władzę nad chłopami. Dla cesarstwa drobni posiadacze byli źródłem rekrutów do armii i pieniędzy z podatków – gdy przestawali być niezależnymi posiadaczami i stawali się poddanymi wielkich panów państwo traciło i dochody i żołnierzy. Cesarz pisał o tym wprost w noweli prawnej: Z istnieniem drobnej własności ziemskiej wiążą się ogromne korzyści: ona to bowiem dostarcza państwu rekruta i jest głównym płatnikiem podatków. Wraz z zanikiem drobnej własności podupadnie nasz skarb i nasze wojsko.

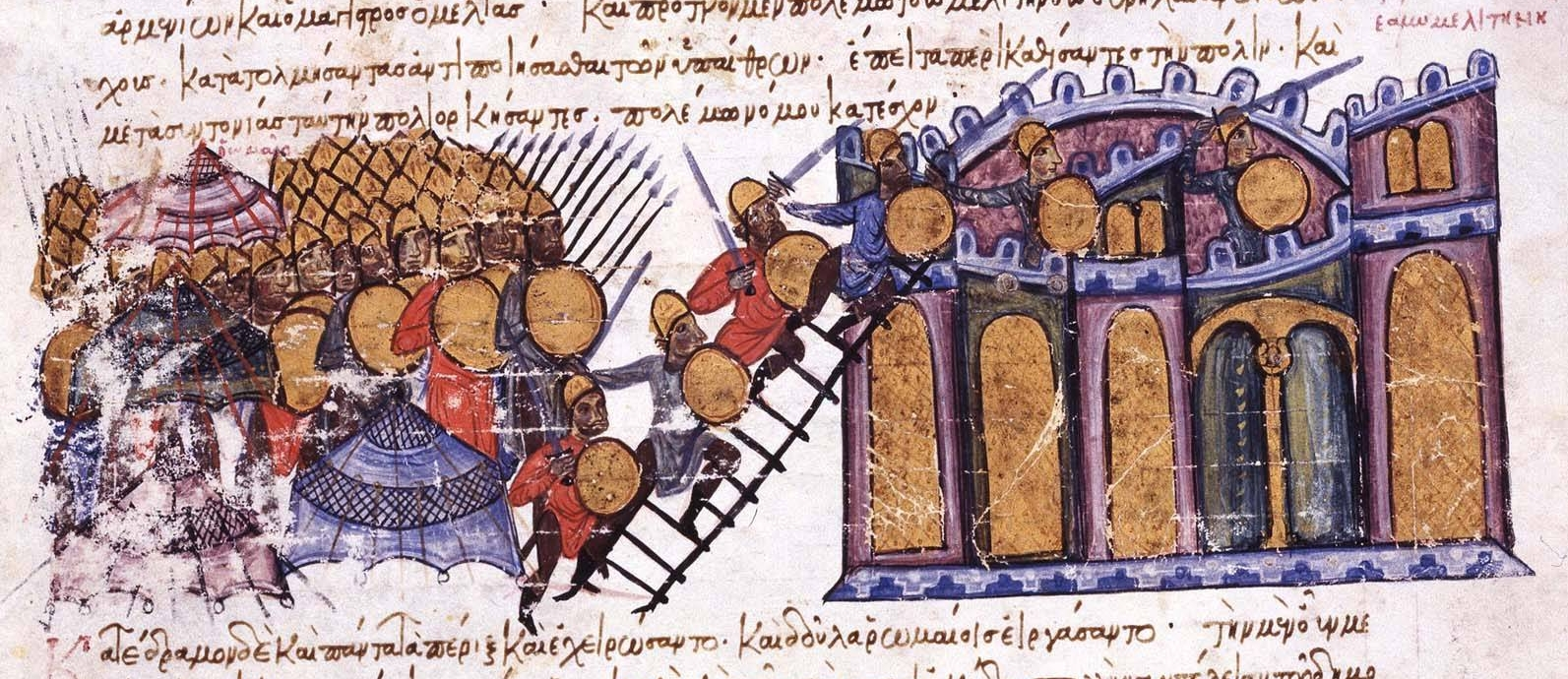
Zdobycie Melitene przez wojska bizantyńskie w 934. Ilustracja z madryckiego rękopisu Kroniki Jana Skylitzesa

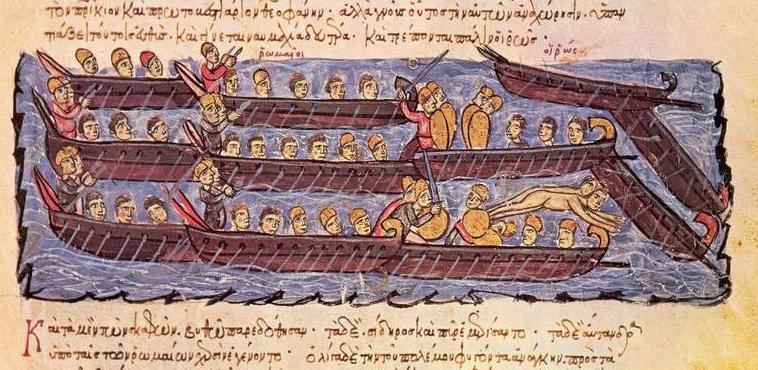
Bizantyńczycy odpierają atak Rusinów w 941. Ilustracja z madryckiego rękopisu Kroniki Jana Skylitzesa

### Wojny
Jako dawny dowódca floty Roman troszczył się o jej wzmocnienie. Szybko przyniosło to efekty, gdy w 924 roku okręty bizantyńskie zniszczyły koło Lemnos piracką eskadrę Leona z Trypolisu, dzięki czemu Bizancjum odzyskało kontrolę nad Morzem Egejskim. Na lądzie najwybitniejszym dowódcą był Ormianin Jan Kurkuaz. W 931 roku zdobył on ważną twierdzę – Melitene, którą Arabowie na krótko odzyskali, by stracić ostatecznie w 934 roku. Później jednak Kurkuaz został pokonany przez Hamdanidów (938) i musiał zawrócić nad Bosfor by odeprzeć nowy najazd Rusinów (941). Wyprawę ruską pobito zarówno na lądzie, jak i na morzu. Jednak kilka lat później (944), w obliczu kolejnego najazdu odnowiono umowę z 911 roku, choć na korzystniejszych dla Bizancjum warunkach. Po zażegnaniu niebezpieczeństwa z północy Kurkuaz ruszył znów na wschód i w 943 zdobył Martyropolis, Darę i Nisibis i obległ Edessę, którego obrońcy wydali Bizantyńczykom tzw. mandylion – chustę z odbitą twarzą Jezusa. Jej przewiezienie do Konstantynopola i uroczystości z tym związane były wielkim, choć ostatnim tryumfem cesarza. Wkrótce potem sędziwy władca został pozbawiony władzy przez własnych synów.

### Próba założenia dynastii
Po ugruntowaniu swojej władzy Roman do godności współcesarzy podniósł własnych synów: 20 maja 921 roku Chrystofora (Krzysztofa), 25 grudnia 924 Konstantyna i Stefana. Czwartego syna, Teofilakta uczynił w 933 roku patriarchą Konstantynopola, choć ten miał zaledwie 16 lat. Chrystofor miał być następcą ojca w miejsce prawowitego cesarza Konstantyna Porfirogenety, zmarł jednak w 931 roku. Młodsi synowie długo byli tylko formalnymi współwładcami i w końcu po latach postanowili sięgnąć po władzę. 16 grudnia 944 na rozkaz Stefana i Konstantyna ich ojciec został aresztowany i zesłany na wyspę Proti (dziś Kınalıada), gdzie zmarł 15 czerwca 948 jako mnich. Jednak synowie Romana nie utrzymali się u władzy. Pozostający przez 25 lat w cieniu teścia Konstantyn Porfirogeneta nakazał wkrótce aresztować szwagrów i usunąć ich ze stolicy (27 stycznia 945), a później rozkazał zgładzić. 

## Rodzina
Z małżeństwa z Teodorą (zm. 922), koronowaną w 920, Roman miał sześcioro dzieci, m.in.:
- Krzysztofa Lekapena, współcesarza w latach 920–931, męża Augusty Zofii, ojca Marii (Ireny) – żony Piotra I Bułgarskiego, (zm. 931);
- Stefana Lekapena, współcesarza w latach 924–945, (zm. 967);
- Konstantyna Lekapena, współcesarza w latach 924–945, (zm. 946);
- Teofilakta Lekapena, patriarchę Konstantynopola, (zm. 956);
- Helenę Lekapenę, żonę cesarza Konstantyna VII Porfirogeneta, (zm. 961);
- Agatę Lekapenę, żonę Romana Argyrosa, babcię cesarza Romana III Argyrosa.